# Inseparáveis
Inseparáveis é um álbum de estúdio da dupla brasileira de música sertaneja Chitãozinho & Xororó, lançado em 2001. Recebeu o disco de ouro da ABPD. A canção "Que Amor É Esse" mais tarde entrou para a trilha sonora da novela Jamais Te Esquecerei, exibida pelo SBT.

## Faixas
| N.º            | Título                                                   | Compositor(es)                                              | Duração |  |
| 1.             | "Um Sonho de Amor"                                       | Luís Gustavo / Vicente Castillo / Claudio Paladin           | 3:42    |  |
| 2.             | "Coração de Cowboy"                                      | Chitãozinho / Tonny / Kleber                                | 2:59    |  |
| 3.             | "Frio da Solidão (Don't Let Me Down)" (part. Roupa Nova) | Alan Clarke (versão: Chitãozinho / Xororó / Tonny / Kleber) | 4:12    |  |
| 4.             | "Vem Ni Mim"                                             | Alvaro Socci / Claudio Matta                                | 3:12    |  |
| 5.             | "Causa Perdida"                                          | Michael Sullivan / Carlos Colla                             | 3:52    |  |
| 6.             | "Galinhada"                                              | Tonny / Kleber                                              | 3:14    |  |
| 7.             | "E Agora?"                                               | Xororó / Alvaro Socci / Cláudio Matta                       | 4:04    |  |
| 8.             | "100% Adrenalina"                                        | Xororó                                                      | 2:59    |  |
| 9.             | "Meu Café da Manhã"                                      | Maria da Paz / Nino                                         | 3:53    |  |
| 10.            | "Menina Linda"                                           | Gigi / Luciano Sotelino                                     | 3:47    |  |
| 11.            | "Que Amor é Esse"                                        | Sandy, Junior                                               | 3:12    |  |
| 12.            | "O Que Passou, Passou"                                   | Nil Bernardes / Juno / Luís Antônio                         | 3:38    |  |
| 13.            | "Passando o Tempo"                                       | Carlos Randall / Danimar / Luís Gustavo / Cladudio Paladin  | 4:06    |  |
| 14.            | "Inseparáveis"                                           | Michael Sullivan / Dalmo Beloti                             | 4:01    |  |
| Duração total: | Duração total:                                           | Duração total:                                              | 50:51   |  |

## Certificações
| Brasil (ABPD)                             | Ouro | 2001 | 400.000* |
| *número de vendas baseado na certificação |      |      |          |